# Psi Draconis
Psi Draconis (Dziban, Dsiban, 31 Draconis) é uma estrela binária na direção da constelação de Draco. Possui uma ascensão reta de 17h 41m 56.31s e uma declinação de +72° 08′ 58.2″. Sua magnitude aparente é igual a 4.57. Considerando sua distância de 72 anos-luz em relação à Terra, sua magnitude absoluta é igual a 2.85. Pertence à classe espectral F5IV-V.